# Abronia matudai
Abronia matudai (абронія Мацуди) — вид веретільницеподібних ящірок родини веретільницевих (Anguidae). Мешкає в Мексиці і Гватемалі.

## Поширення і екологія
Абронії Мацуди мешкають в горах на південному сході мексиканського штату Чіапас (на схилах вулкана Такана) і на південному заході Гватемали. Вони живуть в гірських тропічних лісах і сосново-дубових лісах, на висоті від 1950 до 2630 м над рівнем моря. Ведуть деревний спосіб життя.

## Збереження
МСОП класифікує цей вид як такий, що перебуває під загрозою зникнення. Abronia matudai загрожує знищення природного середовища.